# Jan Łukasiewicz
Jan Leopold Łukasiewicz (ur. 21 grudnia 1878 we Lwowie, zm. 13 lutego 1956 w Dublinie) – polski uczony i polityk: logik i filozof, rektor Uniwersytetu Warszawskiego, minister.

## Życiorys

### Młodość
Urodził się we Lwowie w polskiej rodzinie inteligenckiej o ormiańskich korzeniach. Był synem Franciszka i Leopoldyny z domu Holzer. Ukończył II Gimnazjum we Lwowie, zdając tam maturę w 1897 r. Następnie rozpoczął studia na Wydziale Prawa Uniwersytetu Lwowskiego. Podczas semestru letniego w 1898 r. przeniósł się na Wydział Filozoficzny, rozpoczynając naukę filozofii. Zdecydował się na ten krok, przedtem uczęszczając na zebrania Kółka Filozoficznego, gdzie poznał Kazimierza Twardowskiego. W 1902 r. uzyskał doktorat z filozofii. 15 listopada 1902 odbyła się jego promocja „sub summis auspiciis imperatoris”, pierwsza tego typu na uniwersytecie we Lwowie. Uczestniczył w niej namiestnik Galicji Leon Piniński, który w imieniu cesarza wręczył Łukasiewiczowi pierścień doktorski z diamentem. Dwa lata później przyczynił się do powstania Polskiego Towarzystwa Filozoficznego we Lwowie. Ponadto otrzymał stypendium i wyjechał na studia zagraniczne. Studiował na uniwersytecie w Berlinie, Katolickim Uniwersytecie w Lowanium. Po powrocie do kraju rozpoczął pracę jako praktykant w Bibliotece Uniwersytetu Lwowskiego. Habilitował się w 1906 r. na podstawie pracy Analiza i konstrukcja przyczyn. W 1908 r. w celach naukowych wyjechał z kraju, dzięki stypendium otrzymanemu od fundacji Wiktora Osławskiego, którą zarządzała Akademią Umiejętności w Krakowie. Przebywał w Grazu, następnie w Paryżu, skąd na chwilę wrócił do ojczyzny, ze względu na chorobę matki. Gdy jej stan się polepszył, ponownie wyjechał. Ostatecznie wrócił do kraju w 1911 r., gdyż mianowano go profesorem nadzwyczajnym UL, gdzie rozpoczął wykładać logikę matematyczną. Został także członkiem zespołu redakcyjnego „Ruchu Filozoficznego”.

### Wielka Wojna
Po wybuchu I wojny światowej został wcielony do wojska austriackiego, lecz dzięki staraniom Twardowskiego został zwolniony. Lata wojny spędził na rozwoju kariery naukowej. Od 1915 r. podjął pracę na reaktywowanym przez Niemców Uniwersytecie Warszawskim. Rok później został dziekanem nowo utworzonego Wydziału Filozoficznego. Natomiast na początku 1918 r. objął funkcję prorektora UW.
Pod koniec lutego 1918 r. został mianowany przez Radę Regencyjną szefem Sekcji Nauki i Szkół Wyższych w Ministerstwie Wyznań Religijnych i Oświecenia Publicznego. Razem z Bronisławem Dembińskim i Stefanem Ehrenkreutzem, działał w komisji dwustronnej, negocjującej w czerwcu i we wrześniu 1918 przejęcie akt dotyczących ziem polskich (w tym akt popruskich) od niemieckich instytucji archiwalnych.

### II Rzeczpospolita

#### Kariera polityczna
W odrodzonej Polsce został ministrem WRiOP w rządze Ignacego Paderewskiego. Urzędowanie rozpoczął 20 stycznia 1919 r. Wszedł w skład rządu jako bezpartyjny, lecz sympatyzujący z prawicą. Jako szef ministerstwa doprowadził do ogłoszenia dekretów, przygotowanych jeszcze przez swego poprzednika Ksawerego Praussa. Dotyczyły one: wprowadzenia obowiązku szkolnego dla wszystkich dzieci od 7 do 14 lat, drugi określił kształcenia nauczycieli szkół powszechnych i tworzenia pięcioletnich seminariów nauczycielskich.
Ministerstwo pod rządami Łukasiewicza, podjęto się uregulowania płac nauczycieli. Podczas dyskusji nad ustawą, minister odwoływał się do tradycji KENu. Ponadto także podjęto kwestię szkolnictwa mniejszości narodowych, określając m.in. warunki istnienia szkół powszechnych z nauczaniem w języku niemieckim. Stworzono także przypisy określające Żydów jako Towarzystwo Religijne, co skutkowało niemal całkowitym podporządkowaniem się władzom państwowym.
Minister dużo uwagi skoncentrował na sprawach związanych z edukacją wyższą. Za jego urzędowania powstały trzy nowe uczelnie: Uniwersytet Poznański i Wileński oraz Akademia Górnicza w Krakowie. Łukasiewicz osobiście zatwierdził statut Szkoły Głównej Gospodarstwa Wiejskiego w Warszawie. Ponadto ministerstwo wzięło pod swój zarząd Akademię Rolniczą w Dublanach, którą później przekształcono w Wydział Rolniczo-Leśny Szkoły Politechnicznej we Lwowie.
Łukasiewicz podłożył podwaliny pod kształtowanie się kadry ministerialnej, zatwierdzając awanse dużej liczbie urzędników MWRiOP, a także instytucjach mu podległych oraz w terenie. Urzędowanie zakończył wraz z dymisją gabinetu Paderewskiego.
W wyborach samorządowych z maja 1939 uzyskał mandat radnego Rady Miasta Lwowa, startując z listy chrześcijańsko-narodowej jako kandydat Obozu Zjednoczenia Narodowego.

#### Kariera naukowa

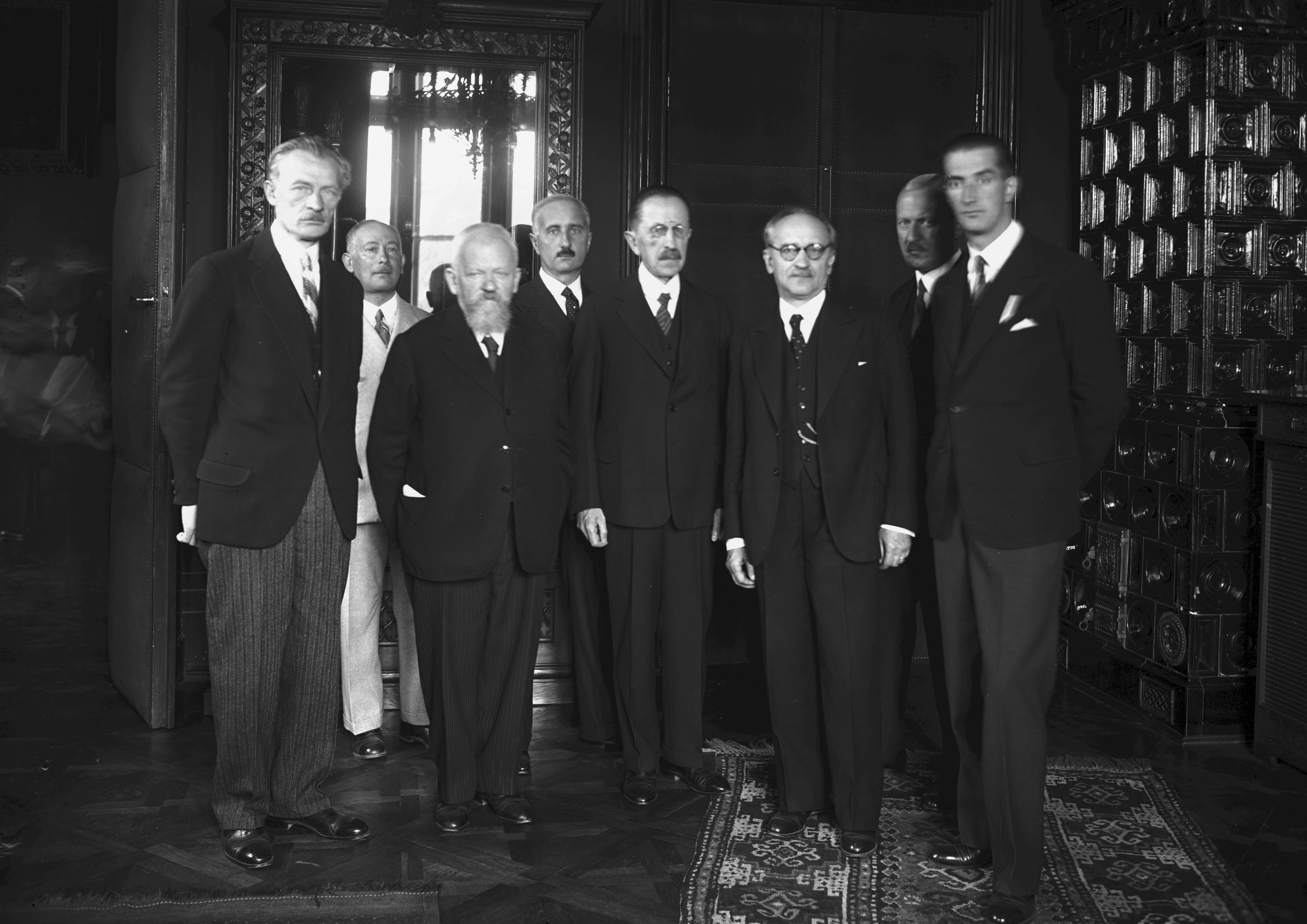
III Zjazd Filozofów w Krakowie 24 września 1936. Od lewej: Zygmunt Zawirski, NN, Witold Rubczyński, Władysław Tatarkiewicz, Tadeusz Garbowski, Jan Łukasiewicz, Tadeusz Czeżowski, sekretarz zjazdu Marian Heitzman

Na początku 1919 r. został mianowany profesorem zwyczajnym UW i kierownikiem Katedry Filozofii na Wydziale Matematyczno-Przyrodniczym. Podczas wojny polsko-bolszewickiej, wstąpił do wojska, gdzie został referentem bibliotecznym w II Departamencie Ministerstwa Spraw Wojskowych. W dalszych latach pełnił m.in. funkcję rektora (rok akademicki 1922/1923), prorektora UW (do końca 1923). Następnie zrezygnował z kierowania katedrą, aby poświęcić się studiom nad logiką. W 1924 r. został mianowany profesorem honorowym Wydziału Filozoficznego UW.
Do stałej pracy naukowej powrócił po wejściu w życie reformy walutowej. Łukasiewicz podjął pracę w Instytucie Nauczycielskim, gdzie wykładał logikę dla nauczycieli szkół powszechnych. Dodatkowo wrócił na UW jako kontraktowy profesor nadzwyczajny i wykładał na Wydziale Filozoficznym. W 1929 r. ponownie został mianowany profesorem zwyczajnym filozofii na UW na Wydziale Matematyczno-Przyrodniczym. W roku akademickim 1931/1932 ponownie pełnił funkcję rektora, a rok później prorektora. W listopadzie 1932 r. został warszawskim mężem zaufania Tajnego Komitetu powstałego na Uniwersytecie Jagiellońskim, koordynującego protest profesorów przeciwko projektowi reformy szkolnictwa Janusza Jędrzejewicza. Na uczelni pracował do wybuchu II wojny światowej.
W 1936 r. wykładał na uniwersytetach w Monasterze i Paryżu. Rok później został członkiem zwyczajnym Państwowej Akademii Umiejętności. W tym samym czasie założył Polskie Towarzystwo Logiczne i został jego prezesem. Natomiast w 1938 r. otrzymał tytuł doktora honoris causa Westfalskiego Uniwersytetu Wilhelma w Münsterze.
Łukasiewicz był jednym z twórców polskiej szkoły matematycznej (szkoła lwowsko-warszawska).

### II wojna światowa i PRL

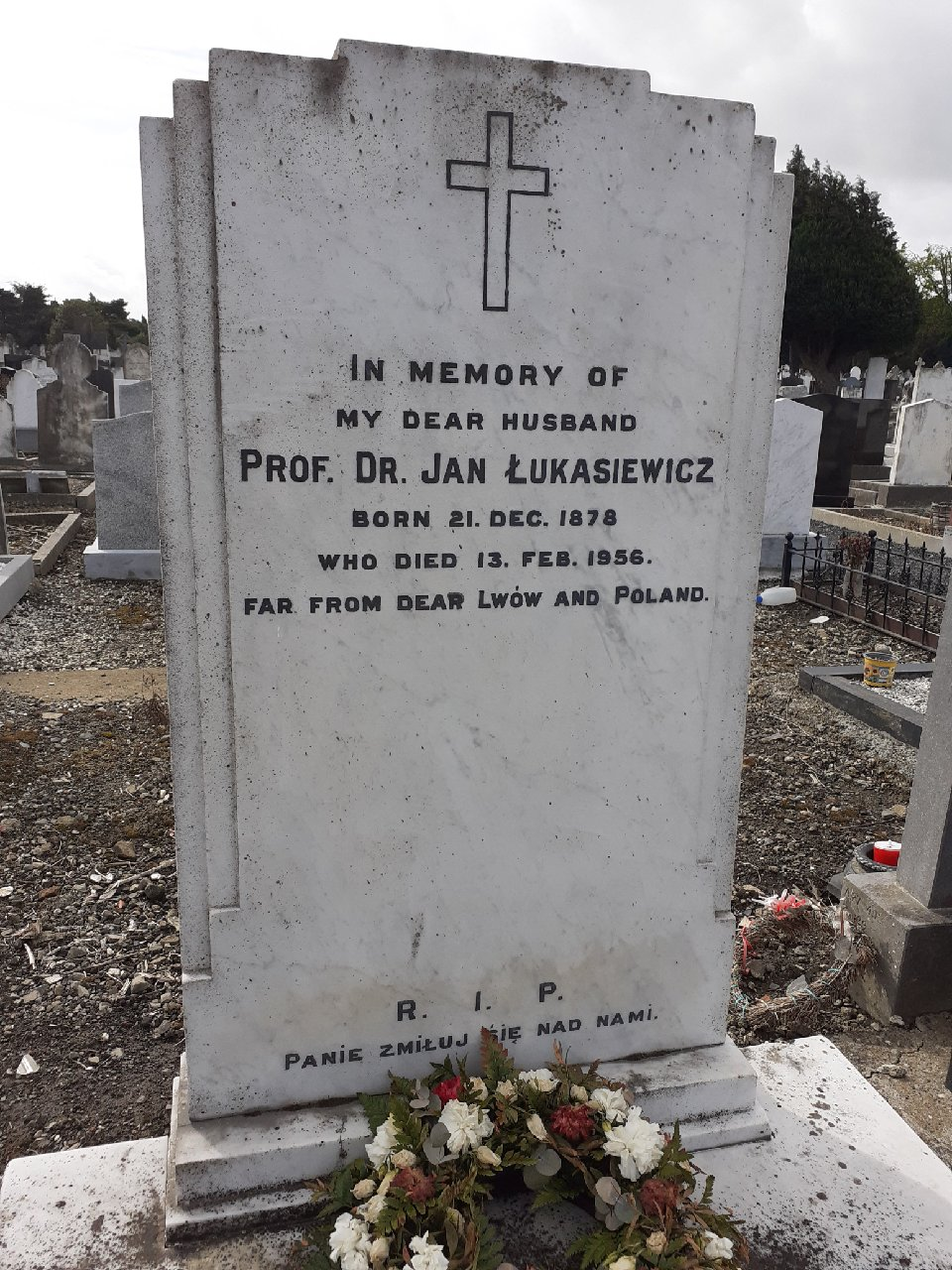
Stary nagrobek, obecnie symboliczny

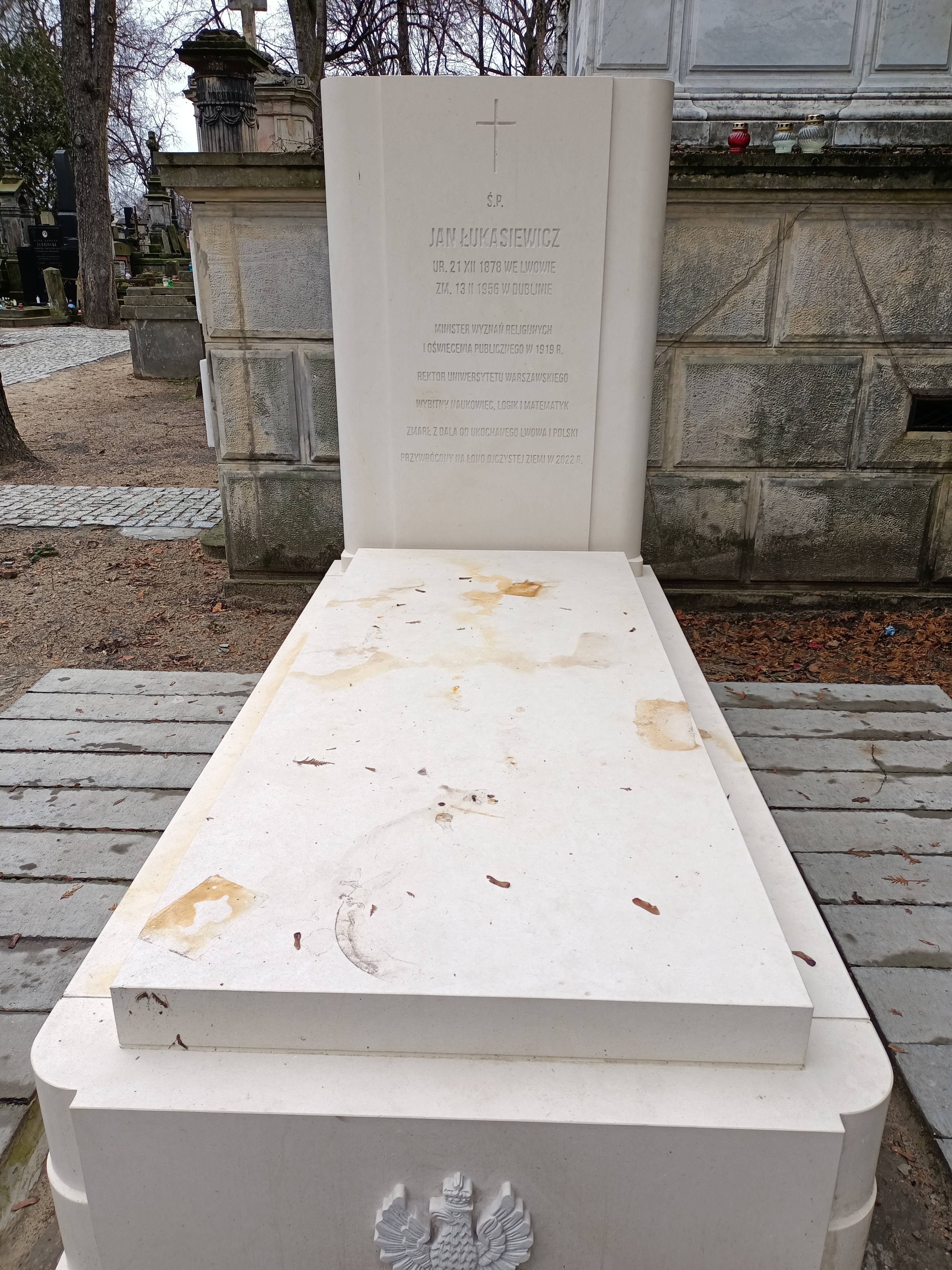
Grób Jana Łukasiewicza na Cmentarzu Powązkowskim

Podczas okupacji niemieckiej, pracował w Archiwum Miejskim w Warszawie. Łukasiewicz zaangażował się w tajne nauczanie. Wykładał w Sekcji Matematycznej Wydziału Matematyczno-Przyrodniczego podziemnego UW. W obawie przed wkroczeniem armii czerwonej do miasta oraz przed aresztowaniem, wyjechał z kraju. Planował udać się do Szwajcarii. Podróżował przez III Rzeszę, w której musiał przez jakiś czas pozostać, ze względu na działania wojenne. Tam otrzymał pomoc od niemieckiego logika Heinricha Scholza oraz prawnika polskiego pochodzenia Jurgena von Kempskiego. Łukasiewicz pomieszkiwał w piwnicy zburzonego domu. W kwietniu 1945 r. podczas pobytu w Hembsen został wyzwolony przez Amerykanów.
Od połowy 1945 r. uczył w szkole średniej w Hohenwepel. Następnie wyjechał do Brukseli, gdzie rozpoczął wykładać logikę w Polskim Instytucie Naukowym. Rok później otrzymał zaproszenie od rządu Irlandii, który zaoferował Łukasiewiczowi możliwość pracy naukowej. Pod koniec 1946 r. został mianowany profesorem tymczasowym Królewskiej Akademii Irlandzkiej, a w styczniu 1947 r. profesorem logiki matematycznej Królewskiej Akademii Irlandzkiej. Od 1950 r. był członkiem Polskiego Towarzystwa Naukowego na Obczyźnie.
Łukasiewicz nigdy nie powrócił do komunistycznej ojczyzny. W 1949 r. pod naciskiem władzy został usunięty z PAU.
Rok przed śmiercią otrzymał doktorat honoris causa Kolegium Trójcy Świętej w Dublinie.
Zmarł 13 lutego 1956 r. na zawał serca, który był następstwem operacji kamieni woreczka żółciowego.
Od 1956 do 2022 roku spoczywał na cmentarzu Mount Jerome w Dublinie (A+36, numer 495). W listopadzie 2022 roku, z inicjatywy premiera Mateusza Morawieckiego, jego szczątki zostały sprowadzone do Polski i uroczyście pochowane na Starych Powązkach w Alei Zasłużonych.
12 stycznia 2024 r. na Wydziale Filozofii UW przy Krakowskim Przedmieściu 3 odsłonięto tablicę nad wejściem do sali nr 108, nazwanej imieniem prof. Jana Łukasiewicza. Zawisł tu również portret rektorski autorstwa Mai Tomaszewskiej, będący kopią obrazu namalowanego przez Czesława Wdowiszewskiego w latach 30. XX wieku.

## Praca naukowa
Na początku 1906 otrzymał jedną z nagród przyznaną przez „Przegląd Filozoficzny” w konkursie w zakresie filozofii ścisłej za pracę pod tytułem O przyczynowości.
Jego praca O zasadzie sprzeczności u Arystotelesa zapoczątkowała rozwój logiki matematycznej. Był autorem logiki trójwartościowej, pierwszego nieklasycznego rachunku logicznego, na bazie którego powstały logika modalna, logika probabilistyczna i logika rozmyta.
Twórca notacji polskiej (1924), podstawy odwrotnej notacji polskiej, sposobu zapisu wyrażeń arytmetycznych szeroko stosowanego w informatyce do dziś. Zapis ten pozwala na całkowitą rezygnację z użycia nawiasów w wyrażeniach, jako że jednoznacznie określa kolejność wykonywanych działań. RPN jest używana w niektórych językach programowania (Forth, PostScript), w realizacji programowej arkuszy kalkulacyjnych i kompilatorów języków programowania oraz w kalkulatorach naukowych firmy Hewlett-Packard.
Łukasiewicz zaproponował też podział rozumowań logicznych na dedukcyjne i redukcyjne (zamiast tradycyjnych indukcyjnych), który jednak nie przyjął się szerzej (z pewnymi wyjątkami, na przykład u Józefa Marii Bocheńskiego).

## Pisma wybrane
- Logika i metafizyka (red. Jacek Jadacki), Warszawa 1999
- O zasadzie sprzeczności u Arystotelesa. Kraków: Akademia Umiejętności, 1910. OCLC 27836369. Brak numerów stron w książce

## Odznaczenia
- Krzyż Komandorski z Gwiazdą Orderu Odrodzenia Polski (2 maja 1923)[18][19][20]
- Krzyż Komandorski z Gwiazdą Orderu Zasługi (Węgry)[18]